# 伊頓鎮區 (阿肯色州勞倫斯縣)
伊頓鎮區（英語：Eaton Township）是位於美國阿肯色州勞倫斯縣的一個行政鎮區。

## 地方資料
伊頓鎮區的面積為40.39平方千米，當中陸地面積為40.27平方千米，而水域面積為0.12平方千米。根據2010年美國人口普查的數據，當地共有人口307人，而人口密度為每平方千米7.6人。